# 参議院

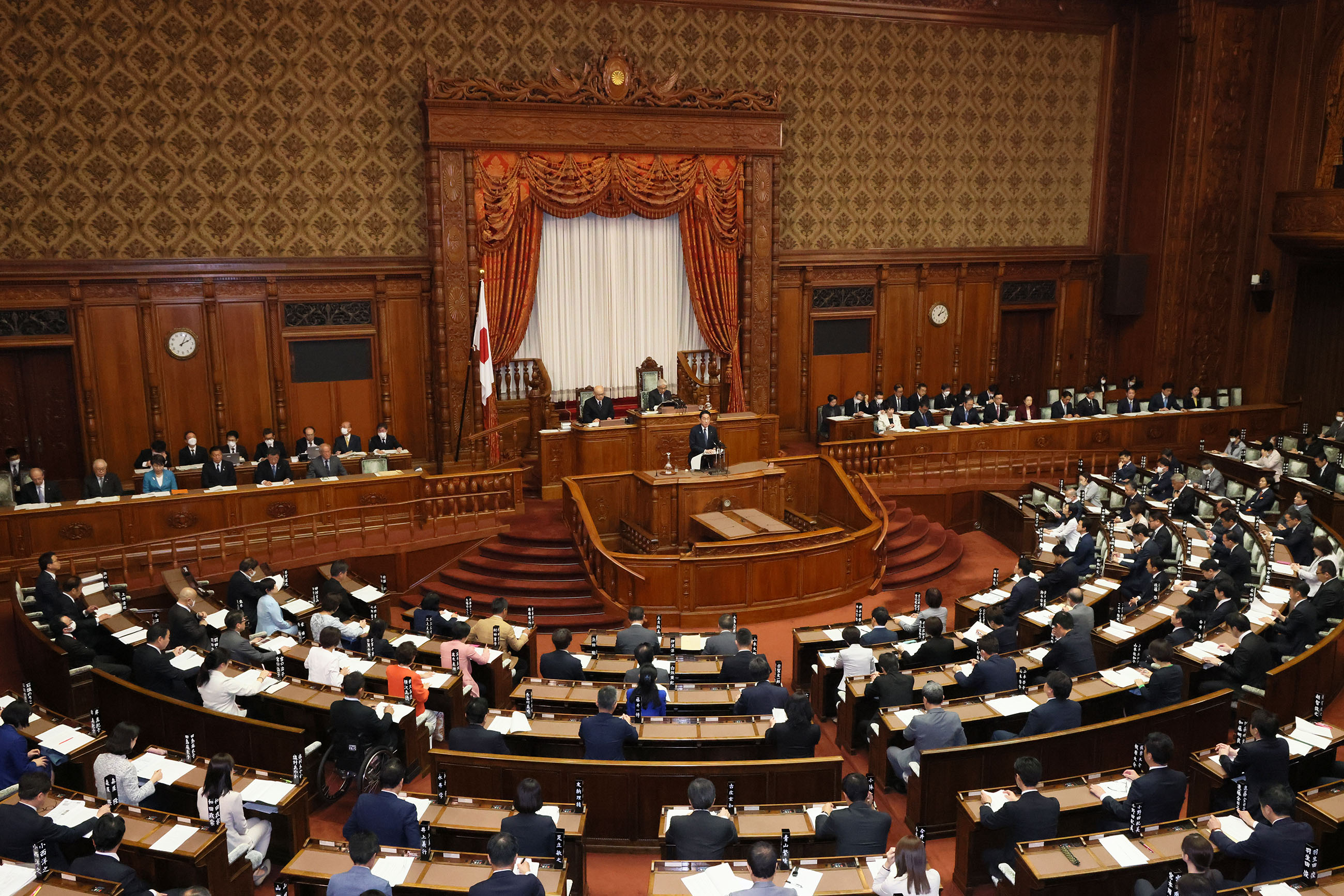
参議院本会議場、第212回国会参議院本会議にて

参議院（さんぎいん、英語: House of Councillors）は、日本の立法府たる国会（両院制）の議院のひとつである（日本国憲法第42条）。前身は貴族院。
両院制を採用する諸国の上院に相当し、下院である衆議院（しゅうぎいん）とともに国会を構成している。その特質から、「良識の府」とも呼ばれる。

## 概説

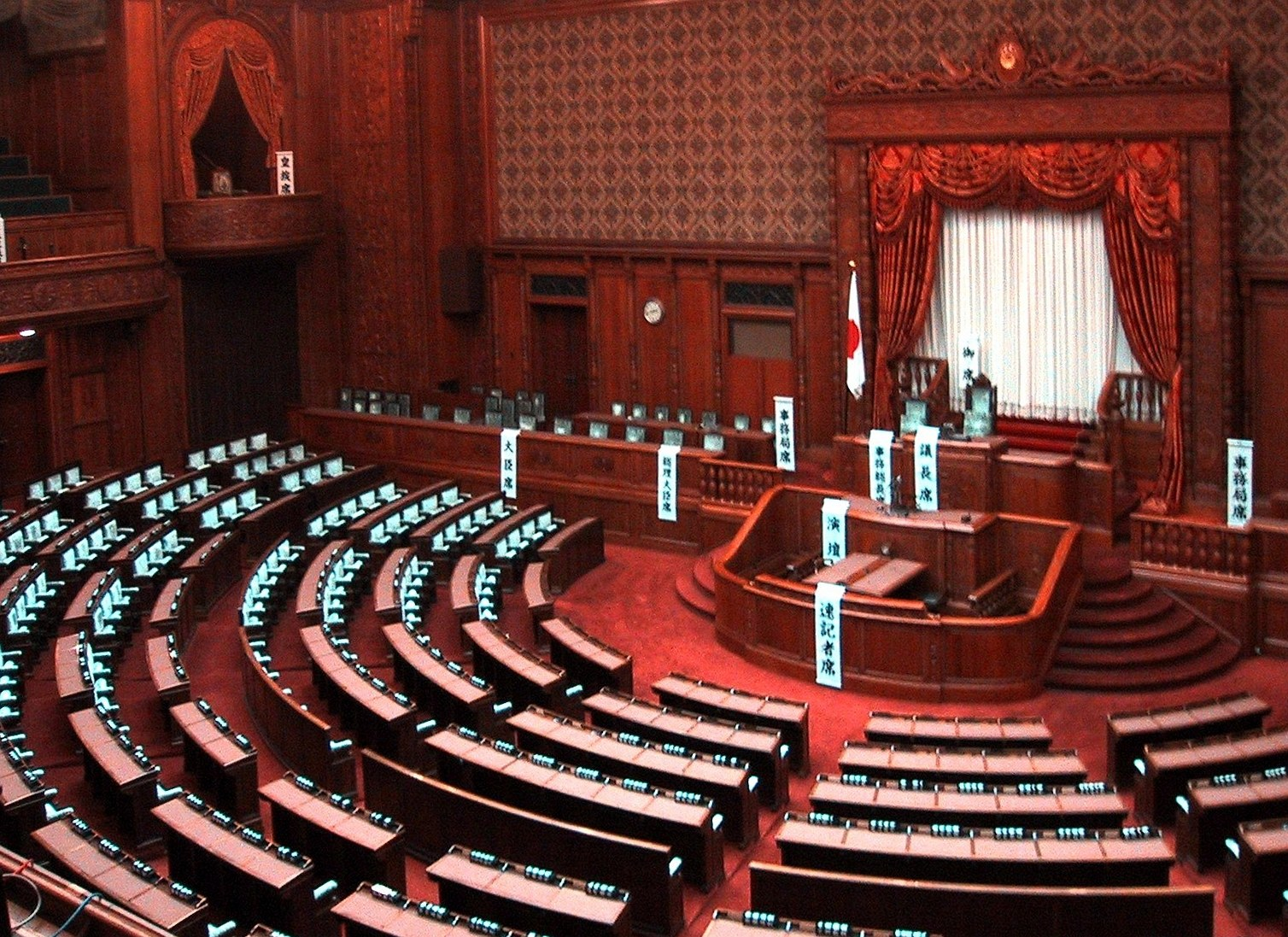
参議院議場

日本国憲法では両議院ともに、全国民を代表する選挙された議員で組織される民主的第二次院型の二院制が採用された。
参議院議員の任期は、衆議院議員の任期（4年）より長い6年で、衆議院のような全員改選（総選挙）ではなく、3年ごとに半数改選（通常選挙）が行われる（憲法第46条）。また、衆議院と異なり参議院では任期途中での解散が生じない為、実際の任期の差は更に広がる。衆議院と参議院で同時選挙が実施されても、参議院議員の半数が国会の議席に残っているという特徴もある。
参議院だけに認められる権能としては、衆議院解散中における参議院の緊急集会（憲法第54条2項）がある。
一方で、法律案の再可決（憲法第59条）、予算の議決（憲法第60条）、条約の承認（憲法第61条）、内閣総理大臣の指名（憲法第67条第2項）においては、衆議院の優越が認められている。予算については衆議院に先議権が認められているため、参議院は常に後議の院となる（憲法第60条）。また、内閣不信任決議や内閣信任決議は、衆議院にのみ認められている（憲法第69条）。
もっとも、衆議院が可決した法律案について、参議院が異なる議決をした場合に衆議院が再可決するためには、出席議員の3分の2以上の多数が必要となり、議決のハードルは高い。また、参議院が議決をしない場合に、衆議院は否決とみなして再可決に進むこともできるが、参議院が法律案を受け取ってから60日が経過していなければならず、この方法を多用することは難しい。したがって、会期中に予算の他に多くの法律を成立させなければならない内閣にとって、参議院（場合によっては野党以上に与党所属の参議院議員）への対処は軽視できない。
なお、憲法改正案の議決に関しては、両院は完全に対等である。また、憲法ではなく法律に基づく国会の議決に関しても、対等の例は数多くある（国会同意人事等）。特に衆議院の多数会派と参議院の多数会派が異なる「ねじれ国会」では、内閣運営に大きな影響を及ぼす。
相対的に参議院は政権に対して一定の距離を保ち、多様な民意の反映、政府に対するチェック機能といった機能を有するものと言われてきた。したがって、衆議院とは異なるプロセスで選挙や審議を行い、多元的な国民の意思を反映することが期待される。
しかし、参議院については衆議院と全く同一の意思を示すと「カーボンコピー」と揶揄され、衆議院と正反対の意思を示すと「決められない政治」と言われる難しい存在であるという指摘がある。
現行の選挙制度（参議院比例区）では、衆議院以上に全国的に見ても規模が大きい労働組合や職能団体や業界団体などの利益団体の組織内候補や全国的な知名度が高い芸能人やスポーツ選手などの著名人（タレント候補）が当選しやすい状況があり、これも参議院の特色となっている。
河野謙三参議院議長の時代以来、参議院の性格・役割などにも関連して参議院改革の議論が行われてきており、一定の進展を見たものもある。正副議長の党籍離脱の原則、審議時間の確保、小会派への割り当て質問時間の増加、自由討議制の導入、決算重視の審査、押しボタン式投票の導入などが実現している。参議院改革論にはカーボンコピー論から来る参議院不要論に対抗するための「衆議院との差別化」の意図もある。
参議院の大きな特徴の一つとなっている押しボタン式投票は1998年（平成10年）の第142回国会から導入されたもので、利点としては「議事の迅速化（自席にあるボタンを押すことで投票を行うため、牛歩戦術のような抵抗ができない）」及び「議員個々の賛否を明らかにすることで議員の政治責任を明確化しやすい」の2点が挙げられている。ただし出席議員の1⁄5以上の要求がある場合は、押しボタン式投票は行われず、衆議院同様の記名投票によって採決を行う（参議院規則第138条）。このため、予算案や国務大臣に対する問責決議案など一部議案の議決については、慣例として野党から記名投票要求が出される。

## 歴史
大日本帝国憲法は、（天皇の）立法権の協賛機関として衆議院と貴族院の二院からなる帝国議会を置いた。民選（公選）議員のみからなる衆議院に対して、貴族院は、皇族議員、華族議員、勅任議員（帝国学士院会員議員、多額納税者議員など）によって構成されていた。
これに対して日本国憲法は、立法機関として衆議院と参議院の二院からなる国会を置き、参議院は、衆議院と同様「全国民を代表する選挙された議員」のみによって構成されるものとした（日本国憲法第43条第1項）。
日本国憲法の制定過程では1945年10月11日に近衛文麿が内大臣府御用掛に任命され、内大臣府が憲法調査に当たり、調査結果として近衛と佐々木惣一の2つの案が示された｡このうち近衛案では ｢貴族院ノ名ヲ改メ特議院 (仮称) トシソノ議員ハ衆議院ト異リタル選挙其ノ他ノ方法ニヨリ選任ス｣ とされ、近衛が1945年11月22日に奉答した案では貴族院に代わる第二院を「特議院」と仮称している。また、佐々木案では｢特議院ハ特議院法ノ定ムル所ニ依リ皇族及特別ノ手続ヲ経テ選任セラレタル議員ヲ以テ組織ス｣とされた｡
一方、連合国最高司令官総司令部（GHQ）のマイロ・E・ラウエル民政局法規課長によって作成された｢日本の憲法についての準備的研究と提案のレポート｣では｢立法部は一院でも二院でもよいが､ 全議員が公選により選ばれなければならない」と提案されている｡
幣原内閣は憲法改正は内大臣府ではなく内閣がその任に当たるべきであるという立場をとったことから､ 1945年10月13日には松本烝治国務大臣を委員長とする憲法問題調査委員会（松本委員会）が設置された｡ 憲法問題調査委員会では二院制を維持すべきであるが､構成を民主的なものに改めるべきとの意見が支配的であり、その名称についても第7回調査会（1945年12月24日）で｢貴族院ノ改称ニツイテ、今マデ出タ名称ハ上院・下院､ 第一院・第二院､ 左院・右院､南院・北院､ 元老院・衆議院、参議院・衆議院、公選院・特選院､ 特議院・衆議院､ 公議院・衆議院、耆宿院・衆議院、審議院・衆議院等々ノ組合セガアルガ、参議院アタリガ無難ト云フベキデアラウカ｣ との意見にまとまった｡
1946年1月26日の第15回調査会では､ 松本委員長執筆の ｢憲法改正要綱｣ （甲案）及びその基本となった ｢憲法改正私案 （一月四日稿）｣ さらに ｢憲法改正案｣ (乙案) が配付検討されたが、松本は甲案の審議において ｢参議院｣ の名称について｢『両議院』 と呼べるように『議院』の語をつける方がよいと考え､ 一応この名称とした｣ と説明している｡こうして日本国政府が取りまとめた松本試案および2月8日に占領軍に提出された憲法改正要綱において貴族院を参議院と改めると規定された。議員の選出は、選挙による選出と、勅選議員の二本立てとされた。
一方、GHQでは1946年2月5日の民政局長会合で簡明な一院制を日本政府に提案することとなった｡民政局長ホイットニー准将は、1946年2月13日、吉田茂外務大臣及び松本烝治憲法改正担当国務大臣と会見した際、衆議院のみの一院制とする憲法改正案（マッカーサー草案）を提示したが、その場で松本が、一院制では選挙で多数党が変わる度に、前政権が作った法律をすべて変更し政情が安定しないことを指摘し、二院制の検討をホイットニーに約束させている。

その後、帝国議会と枢密院での議論のために法制局が作成した想定問答集では、「問 一院制を採らず両院制を採る事由如何」「答 一院制を採るときは、いはゆる政党政治の弊害、即ち多数党の横暴、腐敗、党利党略の貫徹等が絶無であるとは保し難いのであって（以下略）」と「政党政治の弊害」を両院制を採る理由としている。
参議院は全く新しく作られた組織で貴族院との直接のつながりは無い。ただし、初期の参議院が職能代表を指向したのは、かつての貴族院改革案のリバイバルであったという指摘もある。また、第1回参議院議員通常選挙は貴族院出身者が少なからず当選し、彼らが中心になって組織した院内会派緑風会は初期の参議院で大きな影響力を持っていた。

## 特質

### 良識の府

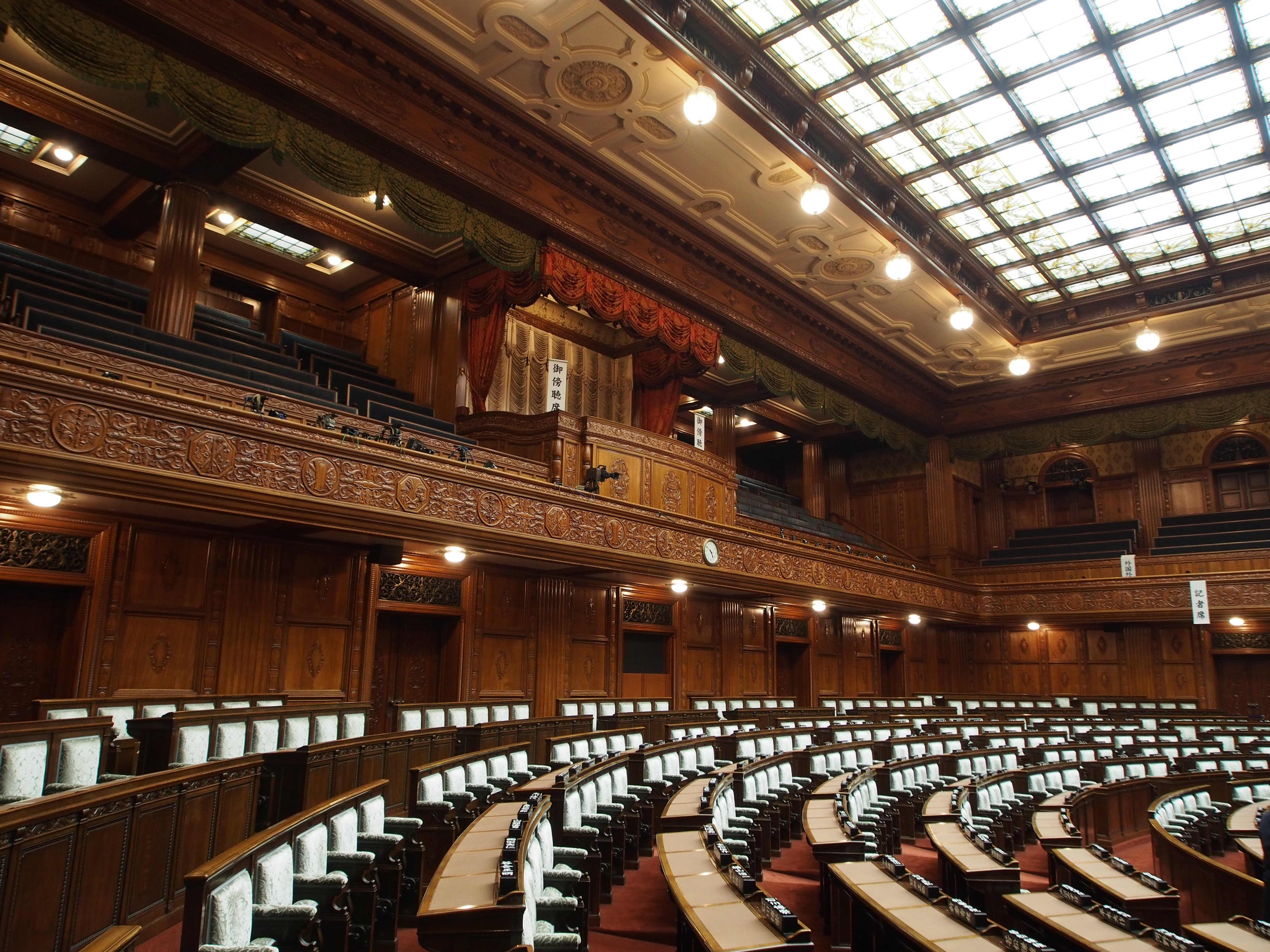
傍聴席

内閣にとって多数派の支持が必須となる衆議院は、逆に言えば通常は内閣の存立基盤であり、日本国政府を監視し、その過誤を是正するといった機能は、参議院の方により強く期待されることとなる。
参議院議員の任期は6年と長く、衆議院とは異なり内閣総理大臣によって解散されることもない。多様な人材を集めて充実した審議がなされ、院も内閣も議院運営上の駆け引きを抑制しつつも、良い緊張感を保ちながら誠実な議論の積み重ねが行われる「良識の府」となることは、参議院の一つの理想であるといえる。
ただし、参議院が新設された当時の議論では「良識の府」などという議論は全くなく、誰がこのようなことを言い出したかは不明であり、由来は不明である。また、設置の目的に存在したものでもない。

### 再考の府
衆議院先議案が衆議院で可決した後に参議院に送付されて国会で二度目の審議に入ることが多いことから「再考の府」とも呼ばれる。予算は衆議院先議規定があり、条約や法律も政権にとって重要法案は多くが政権側によって衆議院先議法案となりやすい。与野党対立法案では衆議院可決後に参議院で審議未了で廃案や継続審議となることもある。
学習院大学教授の福元健太郎が参院発足後の1947年から2000年に政府が衆議院先議に提出した7106本の全法案を分析すると、衆議院が可決した法案を参議院が実質修正したり廃案になった例は8%。審査回数で参議院が衆議院を上回ったのは22%という結果が出た。一方で、政策研究大学院大学教授の竹中治堅は「参議院は戦後日本の政治過程において多くの場面で現状を維持する方向で影響を与えてきた」と分析している。
衆議院で可決され参議院で否決された法案は過去に13例ある（みなし否決を除く）。ただし、衆議院で可決されたものの、参議院で議決できずに審議未了で法案が廃案になった例、参議院で修正案が可決された後で衆議院で参議院案が可決された例は多い。また、参議院で修正案が可決された後で衆議院が参議院案に賛成せず廃案になった例、参議院否決でも法案が成立した例もある。詳しくは衆議院の再議決を参照。
| 参院本会議議決日           | 法案                       | 可   | 否   | 票差 | その後 |
| -------------------------- | -------------------------- | ---- | ---- | ---- | --- |
| 1950年（昭和25年）5月1日   | 地方税法改正案             | 73   | 102  | 29   | 5月2日の両院協議会で成案成立に至らず廃案 7月の臨時国会に修正した案が提案され、衆議院がさらに修正（附加価値税延期と、固定資産税率1.7％を1.6％に）して可決し、参議院も可決し、7月31日に成立 |
| 1951年（昭和26年）3月29日  | 食糧管理法改正案           | 64   | 126  | 62   | 3月31日から5月10日までの両院協議会で成案成立に至らず廃案 |
| 1951年（昭和26年）6月2日   | モーターボート競走法案     | 65   | 95   | 30   | 6月5日に衆院本会議で3分の2以上の賛成で再可決し成立 |
| 1954年（昭和29年）6月1日   | 協同組合金融事業関連法案   | 少数 | 多数 | 不明 | 参議院での継続審議を経ての否決であったため参議院先議扱いとなり廃案 |
| 1994年（平成6年）1月21日   | 政治改革関連法案           | 118  | 130  | 12   | 1月29日に両院協議会で修正案が成立し、衆参本会議で可決 |
| 2005年（平成17年）8月8日   | 郵政民営化関連法案         | 108  | 125  | 17   | 否決を受け同日衆院解散により廃案 総選挙で賛成派が圧勝し、再提出された法案が10月14日に国会で可決し成立                                                                                     |
| 2008年（平成20年）1月11日  | 補給支援特別措置法案       | 106  | 133  | 27   | 同日、衆院本会議で3分の2以上の賛成で再可決し成立 |
| 2008年（平成20年）5月12日  | 道路整備費財源特例法改正案 | 108  | 126  | 18   | 翌日、衆院本会議で野党による両院協議会請求動議否決の上3分の2以上の賛成で再可決し成立 |
| 2008年（平成20年）12月12日 | 補給支援特別措置法改正案   | 108  | 132  | 24   | 同日、衆院本会議で3分の2以上の賛成で再可決し成立 |
| 2009年（平成21年）3月3日   | 第二次補正予算財源法案     | 107  | 133  | 26   | 翌日、衆院本会議で3分の2以上の賛成で再可決し成立 |
| 2009年（平成21年）6月19日  | 海賊行為対策法案           | 99   | 131  | 32   | 同日、衆院本会議で3分の2以上の賛成で再可決し成立 |
| 2009年（平成21年）6月19日  | 租税特別措置法改正案       | 99   | 131  | 32   | 同日、衆院本会議で3分の2以上の賛成で再可決し成立 |
| 2009年（平成21年）6月19日  | 年金改正法案               | 99   | 131  | 32   | 同日、衆院本会議で3分の2以上の賛成で再可決し成立 |

### 政局の府
内閣不信任決議は衆議院のみの権限であるが、参議院の権限は決して無視できないものであるため、内閣は常に両院を意識する必要がある。参議院議決が政局になることから「政局の府」とも呼ばれる。
佐藤栄作首相は「参議院を制する者は政界を制する」と語り、度々重宗雄三参議院議長の元に出向き、法案成立の協力を仰いだ。また、竹下登首相は「参議院を笑う者は参議院に泣く」と語り、参議院を軽視することを戒めた。衆議院の優越規定があるが、法案の採決における衆議院優越規定について、出席議員の3分の2以上という高いハードルを課していること、参議院に解散が無く、任期の長いことが影響している。参議院に内閣総理大臣に対抗しうるドンが出てくる傾向は、のちに村上正邦や青木幹雄、輿石東らでも見られている。
1975年には、伯仲国会の中で、政治浄化が課題だった三木政権の政治資金規正法の採決では可否同数となり、河野謙三による議長決裁で可決されて成立する決着を迎えた。ねじれ国会になると、1998年の問責決議可決による閣僚辞任、2008年には第二次世界大戦後初の日本銀行総裁空席や、ガソリン税暫定税率期限切れによるガソリン大幅値下げ、与党を無視した野党による強行採決による証人喚問、2011年の平成二十二年度等における子ども手当の支給に関する法律の採決では可否同数になり、西岡武夫による議長裁決で可決されるなど、与党が急に解決できない政治課題が度々出てきた。
また、2005年の郵政国会では、参議院での郵政民営化法案の否決が、内閣総理大臣小泉純一郎による衆議院解散（郵政解散）という最大の政局へ繋がった。

## 構成

### 定数
議員定数は日本国憲法第43条第2項の規定に基づき公職選挙法第4条第2項に明記されている。
1947年（昭和22年）5月3日の日本国憲法施行後初めて召集された第1回国会は、施行直前の1947年（昭和22年）4月に行われた第1回参議院議員通常選挙で選出された議員により構成された。この選挙は新憲法に考慮して第91回帝国議会で制定された参議院議員選挙法（同年2月24日公布）に基づいて行われ、定数は250人（全国選出議員100人、地方選出議員150人）であった。
1950年（昭和25年）に参議院議員選挙法を廃止して、新たに「公職選挙法」を制定したが、選出方法・定数はそのまま引き継がれた。1970年（昭和45年）には沖縄の本土復帰に先立ち沖縄住民の民意を国政に反映させるべく、日本の国会が「沖縄住民の国政参加特別措置法」を制定、および同特別措置法を受け琉球政府の立法院が「沖縄住民の国政参加特別措置法に基づく衆議院議員及び参議院議員選挙法」を制定し、沖縄県が新たに選挙区となったことで、地方選出議員が2増し定数は252人（全国選出議員100人、地方選出議員152人）となった。同特別措置法は沖縄が正式に本土復帰した1972年（昭和47年）、「沖縄の復帰に伴う関係法令の改廃に関する法律」に基づき廃止され、議員定数の規定はそのまま公職選挙法に引き継がれた。1982年（昭和57年）に公職選挙法を改正し全国区の選挙区を廃止し比例代表制を導入した際も定数に変更はなく252人（比例代表選出議員100人、選挙区選出議員152人）となった。
2000年（平成12年）、公職選挙法が改正され定数は10減（比例代表選出議員4減、選挙区選出議員6減）の242人（比例代表選出議員96人、選挙区選出議員146人）となった。上記特別措置法による変更を除けば、これが参議院にとって戦後初の定数変更である。ただし、参議院議員は3年ごとに半数が改選されるため、定数削減も2回の選挙に分けて段階的に行われた。具体的には、2001年（平成13年）に行われた公職選挙法改正後初めての選挙（第19回参議院議員通常選挙）でまず5減（比例代表選出議員2減、選挙区選出議員3減）がなされ暫定的に定数247人（比例代表選出議員98人、選挙区選出議員149人）になり、その次回の2004年（平成16年）に行われた選挙（第20回参議院議員通常選挙）で残り5減（比例代表選出議員2減、選挙区選出議員3減）がなされ定数242人（比例代表選出議員96人、選挙区選出議員146人）となった。
2018年（平成30年）には公職選挙法改正により特別措置法を除き戦後2回目となる定数変更が行われ、6増（比例代表選出議員4増、選挙区選出議員2増）の248人（比例代表選出議員100人、選挙区選出議員148人）となった。このときも、2000年の定数変更の際と同様に定数増加は2回の選挙に分けて段階的に行われた。具体的には、2019年（令和元年）に行われた公職選挙法改正後初めての選挙（第25回参議院議員通常選挙）でまず3増（比例代表選出議員2増、選挙区選出議員1増）がなされ暫定的に定数245人（比例代表選出議員98人、選挙区選出議員147人）になり、その次回の2022年（令和4年）に行われた選挙（第26回参議院議員通常選挙）で残り3増（比例代表選出議員2増、選挙区選出議員1増）がなされ定数248人（比例代表選出議員100人、選挙区選出議員148人）となった。これが現在の参議院議員の定数である。
　　　　　　　　　　　　　　　　　　　　　　　　　　　　　　　　　　　　　　　　　　　　　　　　　　　　　　　　　　　　　　　　　　　　　　　　　　　　　　　　　　　　　　　　　　　　　　　　　
| 選挙区 定数148人（改選数74人） | 148 / 248 |

| 比例代表 定数100人（改選数50人） | 100 / 248 |

3年ごとの通常選挙で改選される参議院議員は定数の半分の124であり、衆議院議員総選挙で改選される465の4分の1に過ぎない。2013年の第23回通常選挙まで、この少ない改選数からさらに比例代表分48を差し引いた73のみを都道府県単位の47選挙区に割り振っていたが、各選挙区に最低1の改選数を与えるため、その余の26の配分を調整するだけでは選挙区間のいわゆる一票の格差を解消するのが難しく、2016年の第24回通常選挙からは、鳥取選挙区と島根選挙区、徳島選挙区と高知選挙区を合区（参議院合同選挙区）してそれぞれ定数2（改選数1）とすることを含む10増10減による調整が実施されることとなった。しかし、選挙実施時には最大格差が3倍を超えると見られており、抜本的な解決にはなお遠い。
この問題についてはたびたび訴訟が起こされ、違憲状態とする判決が何度か出されている（一票の格差#参議院の「一票の格差」問題も参照）。

### 選挙
衆議院と同じく全国民を代表する選挙された議員で組織される（憲法第43条第1項）。3年ごとに総定数の半数ずつを改選する。都道府県単位（定数1～6）の選挙区制（大選挙区制）と全国単位の比例代表制（非拘束名簿式）の並立制であり、1人の人間が同時に双方へ立候補（重複立候補）することはできない。
比例代表制は1983年（昭和58年）の選挙から採用されている。その前は都道府県単位の選挙区制（地方区）と全国区制の2つが同時に行われていた。
現行制度の枠内で一票の格差是正のために各選挙区の定数調整を繰り返してきた結果、2016年の第24回通常選挙では改選数1の選挙区（一人区）が全45選挙区中32に上るに至る。衆議院の選挙制度（小選挙区比例代表並立制）と差が無くなってきたとも言われており、これもまた参議院の選挙制度の抜本的な見直しが求められる一因になっている。
2019年7月の第25回参議院選挙から比例区の一部で1983年から1998年まで採用されていた拘束名簿式（厳正拘束名簿式）が「特定枠」として復活することになり、これによって比例区では拘束名簿式と非拘束名簿式の両方が混合することになる。
なお、第1回通常選挙では、憲法第102条に基づいて全議員が選出され、得票の多寡により任期3年の議員と任期6年の議員に分けられた。

### 選挙資格と被選挙資格
選挙資格及び被選挙資格は法律で定められる（日本国憲法第44条本文）。
- 選挙資格：18歳以上の日本国民（公職選挙法第9条第1項）。（衆議院と同じ）
  - 2015年6月17日に改正公職選挙法が成立し、第24回参議院議員通常選挙の期日の公示日である2016年6月22日から選挙権年齢は20歳以上から18歳以上に引き下げられた（18歳選挙権）[22]。
- 被選挙資格：30歳以上の日本国民（公職選挙法第10条第1項第2号）

### 任期
任期は6年で半数を3年ごとに改選する（日本国憲法第46条）。参議院は衆議院と異なり任期中の解散はない。

### 現在の院内勢力
衆参両院とも、慣例により議長と副議長は会派を離脱する。
|                                |                        |                              |              |              |              |        |
| 会派名                         | 会派名                 | 所属党派                     | 党派別議員数 | 議席数       | 議席数       | 議席数 |
| 会派名                         | 会派名                 | 所属党派                     | 党派別議員数 | 第26回 選出  | 第27回 選出  | 合計   |
| 与党                           | 与党                   | 与党                         | 与党         | 与党         | 与党         | 121    |
|                                | 自由民主党             | 自由民主党                   | 100          | 61           | 39           | 100    |
|                                | 公明党                 | 公明党                       | 21           | 13           | 8            | 21     |
| 野党                           | 野党                   | 野党                         | 野党         | 野党         | 野党         | 118    |
|                                | 立憲民主・社民・無所属 | 立憲民主党                   | 37           | 15           | 22           | 42     |
| 社会民主党                     | 立憲民主・社民・無所属 | 2                            | 1            | 1            |              | 42     |
| 無所属                         | 立憲民主・社民・無所属 | 3                            | 1            | 2            |              | 42     |
|                                | 国民民主党・新緑風会   | 国民民主党                   | 22           | 5            | 17           | 25     |
| 無所属                         | 国民民主党・新緑風会   | 3                            | 2            | 1            |              | 25     |
|                                | 日本維新の会           | 日本維新の会                 | 19           | 12           | 7            | 19     |
|                                | 参政党                 | 参政党                       | 15           | 1            | 14           | 15     |
|                                | 日本共産党             | 日本共産党                   | 7            | 4            | 3            | 7      |
|                                | れいわ新選組           | れいわ新選組                 | 6            | 3            | 3            | 6      |
|                                | 沖縄の風               | 無所属                       | 2            | 1            | 1            | 2      |
|                                | 日本保守党             | 日本保守党                   | 2            | 0            | 2            | 2      |
| 無所属・欠員                   | 無所属・欠員           | 無所属・欠員                 | 無所属・欠員 | 無所属・欠員 | 無所属・欠員 | 9      |
|                                | 各派に属しない議員     | 議長: 関口昌一（自由民主党） | 1            | 1            | 0            | 9      |
| 副議長: 福山哲郎（立憲民主党） | 各派に属しない議員     | 1                            | 1            | 0            |              | 9      |
| チームみらい                   | 各派に属しない議員     | 1                            | 0            | 1            |              | 9      |
| 無所属                         | 各派に属しない議員     | 6                            | 2            | 4            |              | 9      |
| 合計                           | 合計                   | 合計                         | 合計         | 124          | 124          | 248    |
| 表示 ノート 編集 履歴          |                        |                              |              |              |              |        |

| 人数 | 内容 |
| ---- | --- |
| 50人 | 憲法改正原案の提出（国会法第68条の2） 憲法改正原案の修正の動議（国会法第68条の4） |
| 20人 | 予算を伴う議案の発議（国会法第56条1項ただし書） 本会議での予算の増額あるいは予算を伴う法律案の修正の動議（国会法第57条） 本会議での予算の修正の動議（国会法第57条の2） 質疑終局の動議（参議院規則第111条） 討論終局の動議（参議院規則120条） 会期前に逮捕された議員の釈放の要求の発議（国会法第34条の3） 参議院の緊急集会前に逮捕された議員の釈放の要求の発議（国会法第100条第5項） 議員懲罰の動議（国会法第121条第3項） |
| 10人 | 予算を伴わない議案の発議（国会法第56条第1項本文） 本会議での予算の増額あるいは予算を伴わない議案の修正の動議（国会法57条） 本会議の公開停止の発議（国会法第62条） 党首討論への参加要件（院内交渉団体の資格を満たす野党党首のみ） |

## 組織

### 役員
両議院は、各々その議長その他の役員を選任する（日本国憲法第58条）。国会法上の役員は議長、副議長、仮議長、常任委員長、事務総長とされている（国会法第16条）。

#### 議長及び副議長
議長は、その議院の秩序を保持し、議事を整理し、議院の事務を監督し、議院を代表する（国会法第19条）。また、副議長は議長に事故があるときまたは議長が欠けたときに議長の職務を行う（国会法第21条）。
国会法では各議院の議長及び副議長の任期は各々議員としての任期によるとされるが（国会法第18条）、参議院では通常選挙後の国会召集時に辞任して改めて選挙が行われることが慣例となっている。また、議長・副議長は就任にともない会派を離脱し無所属となることが慣例となっている。
| 役職   | 氏名     | 所属会派（出身会派）             |
| ------ | -------- | -------------------------------- |
| 議長   | 関口昌一 | 無所属（自由民主党）             |
| 副議長 | 福山哲郎 | 無所属（立憲民主・社民・無所属） |

#### 仮議長
議長および副議長に共に事故があるときは仮議長が議長の職務を行うことになっており、選挙または議長の委任で選出される（国会法第22条）。

#### 常任委員長
常任委員長は国会法上の役員で（国会法第16条）、委員会の議事を整理し、秩序を保持する（国会法第48条）。

#### 事務総長
事務総長は、議長の監督の下に、議院の事務を統理し、公文に署名する（国会法第28条第1項）。事務総長は、各議院において国会議員以外の者からこれを選挙する（国会法第27条第1項）。実際には異議のないことを確認した上で選挙を省略し議長が指名する先例となっている。
| 役職     | 氏名     | 前職     |
| -------- | -------- | -------- |
| 事務総長 | 小林史武 | 事務次長 |

### 委員会

#### 参議院常任委員会
| 委員会             | 員数 | 所管 | 委員長     | 委員長の所属会派       |
| ------------------ | ---- | --- | ---------- | ---------------------- |
| 内閣委員会         | 20   | 内閣及び内閣府の所管に属する事項（総務委員会、外交防衛委員会、財政金融委員会および経済産業委員会の所管に属する事項を除く。） 宮内庁の所管に属する事項 国家公安委員会の所管に属する事項        | 小野田紀美 | 自由民主党             |
| 総務委員会         | 25   | 総務省の所管に属する事項（環境委員会の所管に属する事項を除く。） 人事院の所管に属する事項 | 小沢雅仁   | 立憲民主・社民・無所属 |
| 法務委員会         | 20   | 法務省の所管に属する事項 裁判所の司法行政に関する事項 | 谷合正明   | 公明党                 |
| 外交防衛委員会     | 21   | 外務省の所管に属する事項 防衛省の所管に属する事項 国家安全保障会議の所管に属する事項 | 宮崎勝     | 公明党                 |
| 財政金融委員会     | 25   | 財務省の所管に属する事項（予算委員会及び決算行政監視委員会の所管に属する事項を除く。） 金融庁の所管に属する事項                                                                               | 宮沢洋一   | 自由民主党             |
| 文教科学委員会     | 20   | 文部科学省の所管に属する事項 | 勝部賢志   | 立憲民主・社民・無所属 |
| 厚生労働委員会     | 25   | 厚生労働省の所管に属する事項 | 本田顕子   | 自由民主党             |
| 農林水産委員会     | 20   | 農林水産省の所管に属する事項 | 舞立昇治   | 自由民主党             |
| 経済産業委員会     | 21   | 経済産業省の所管に属する事項 公正取引委員会の所管に属する事項 | 礒﨑哲史   | 国民民主党・新緑風会   |
| 国土交通委員会     | 25   | 国土交通省の所管に属する事項 | 小西洋之   | 立憲民主・社民・無所属 |
| 環境委員会         | 20   | 環境省の所管に属する事項 公害等調整委員会の所管に属する事項 | 青山繁晴   | 自由民主党             |
| 国家基本政策委員会 | 20   | 国家の基本政策に関する事項 | 浅田均     | 日本維新の会           |
| 予算委員会         | 45   | 予算 | 中西祐介   | 自由民主党             |
| 決算委員会         | 30   | 決算 予備費支出の承諾に関する事項 決算調整資金からの歳入への組入れの承諾に関する事項 国庫債務負担行為総調書 国有財産増減および現在額総計算書ならびに無償貸付状況総計算書 会計検査に関する事項 | 片山さつき | 自由民主党             |
| 行政監視委員会     | 30   | 行政監視に関する事項 行政評価に関する事項 行政に対する苦情に関する事項 | 芳賀道也   | 国民民主党・新緑風会   |
| 議院運営委員会     | 25   | 議院の運営に関する事項 国会法その他議院の法規に関する事項 国立国会図書館の運営に関する事項 裁判官弾劾裁判所及び裁判官訴追委員会に関する事項                                                   | 牧野京夫   | 自由民主党             |
| 懲罰委員会         | 10   | 議員の懲罰に関する事項 | 松田学     | 参政党                 |

#### 参議院特別委員会
特に必要があると判断された場合、特別委員会を設けることができる（国会法第45条）。第209回国会の召集日には7特別委員会が設置された。
| 委員会                                             | 委員長     | 委員長の所属会派       |
| -------------------------------------------------- | ---------- | ---------------------- |
| 災害対策特別委員会                                 | 平木大作   | 公明党                 |
| 政府開発援助等及び沖縄・北方問題に関する特別委員会 | 牧山弘恵   | 立憲民主・社民・無所属 |
| 政治改革に関する特別委員会                         | 古川俊治   | 自由民主党             |
| 北朝鮮による拉致問題等に関する特別委員会           | 松下新平   | 自由民主党             |
| 地方創生及びデジタル社会の形成等に関する特別委員会 | 山田太郎   | 自由民主党             |
| 消費者問題に関する特別委員会                       | 石井章     | 日本維新の会           |
| 東日本大震災復興特別委員会                         | 榛葉賀津也 | 国民民主党・新緑風会   |

### 調査会
参議院は、国政の基本的事項に関し、長期的かつ総合的な調査を行うため、調査会を設けることができる（国会法第54条の2）。
| 役職                                         | 氏名     | 所属会派               |
| -------------------------------------------- | -------- | ---------------------- |
| 国際経済・外交に関する調査会長               | 猪口邦子 | 自由民主党             |
| 国民生活・経済及び地方に関する調査会長       | 福山哲郎 | 立憲民主・社民・無所属 |
| 資源エネルギー・持続可能社会に関する調査会長 | 宮沢洋一 | 自由民主党             |

### 憲法審査会
日本国憲法および日本国憲法に密接に関連する基本法制について広範かつ総合的に調査を行い、憲法改正原案、日本国憲法に係る改正の発議または国民投票に関する法律案等を審査するため、各議院に憲法審査会を設ける（国会法第102条の6）。第167回国会の法改正による。
| 役職           | 氏名     | 所属会派               |
| -------------- | -------- | ---------------------- |
| 憲法審査会会長 | 長浜博行 | 立憲民主・社民・無所属 |

### 情報監視審査会
行政における特定秘密の保護に関する制度の運用を常時監視するため特定秘密の指定およびその解除ならびに適性評価の実施の状況について調査し、ならびに議院また委員会もしくは調査会からの特定秘密の提出の要求に係る行政機関の長の判断の適否等を審査するため、各議院に情報監視審査会を設ける（国会法第102条の13）。
| 役職               | 氏名     | 所属会派   |
| ------------------ | -------- | ---------- |
| 情報監視審査会会長 | 有村治子 | 自由民主党 |

### 政治倫理審査会
政治倫理の確立のため各議院には政治倫理審査会を設けられている（国会法第124条の3）。
| 役職               | 氏名     | 所属会派   |
| ------------------ | -------- | ---------- |
| 政治倫理審査会会長 | 松村祥史 | 自由民主党 |

### 附置機関
事務局
議院には事務局が置かれ、事務局には事務総長、参事、常任委員会専門員および常任委員会調査員、その他の職員が置かれる（議院事務局法第1条第1項）。
法制局
議員の法制に関する立案に資するため、議院には法制局が置かれている（国会法第131条第1項）。

## 会議録
参議院では第1回から速記録の「参議院会議録」が作成されている。また、第1回国会から第13回国会まで「英文参議院会議録」が作成された。
参議院の委員会記録は委員会の会議録とされ「参議院委員会会議録」が作成されている（衆議院では委員の会議録とされ「衆議院委員会議録」が作成されている）。
なお、2023年（令和5年）11月28日、参議院議院運営委員会理事会は本会議場などでの速記者を廃止することを決定した。

## 備考
- 貴族院本会議場を引き継いだ参議院本会議場には、参議院議長席後方に「御席」と呼ぶ玉座があり、各国会回次ごとに天皇が臨席して行われる開会式に用いられる。なお、衆議院本会議場の衆議院議長席上方2階にも「御座所」と呼ぶ玉座があるが、参議院の御席のように議場内から直接階段で繋がっているものではなく、第二次世界大戦後に天皇が衆議院御座所に着座したこともない。
- 議員バッジは金張りである。これに対して衆議院議員のものは、一回り小さく金メッキである。バッジを紛失した場合は自費で購入することになる。
- 政治家は議会では男性も女性も君付けで呼ぶことが定着しているが、これは吉田松陰の影響である[28][29]。吉田松陰は常に自分のことを「僕」という謙称で呼び、松下村塾の弟子たちを「君」という敬称で呼び敬い、互いに尊重しあう関係を築いた[28]。この精神は弟子の伊藤博文（初代内閣総理大臣）や山県有朋（第3・9代内閣総理大臣）に受け継がれ、参議院要覧に「議員は、議場または委員会議室においては互いに敬称として『君』を用いる。」と定められている[30]。